# Pijijiapan
Pijijiapan é um município do estado do Chiapas, no México. A população do município calculada no censo 2005 era de 46.439 habitantes.